# Boulaincourt
Boulaincourt é uma comuna francesa na região administrativa do Grande Leste, no departamento de Vosges. Estende-se por uma área de 2.51 km². Em 2010 a comuna tinha 74 habitantes (densidade: 29,5 hab./km²).